# Biblia Pauperum

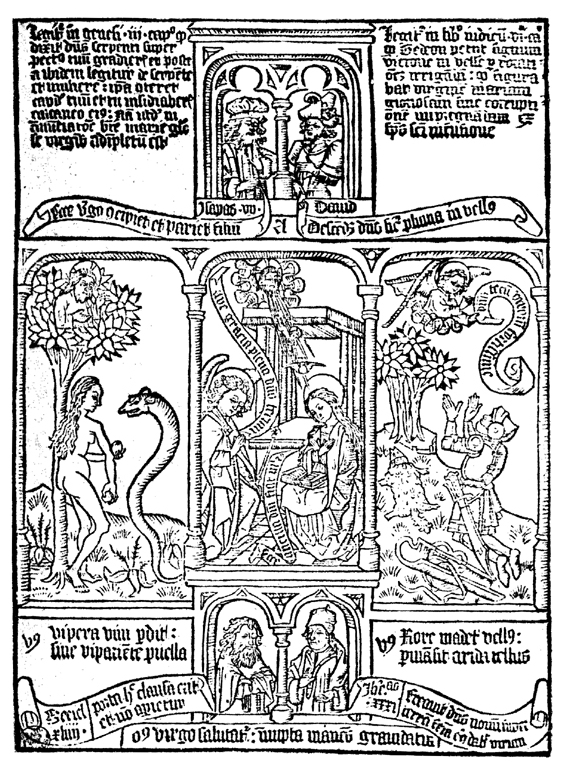
Tre skildringar från Biblia Pauperum som visar typologin mellan Gamla och Nya Testamentet: Eva och ormen, Bebådelsen och Gideons uppenbarelse.

Biblia Pauperum, lat. "de fattigas Bibel" är ett 1700-talsnamn på en sorts kortfattad bibelsammanställning skapad av en benediktinmunk i Bayern i slutet på 1200-talet. Målgruppen var lekmän, de "andligen fattiga".
Biblia Pauperum kom vanligen att spridas med ett 40-tal illustrationsavdelningar. Till en serie nytestamentliga bilder fogades två parallellbilder ur Gamla Testamentet. Av Biblia Pauperum finns i Europas bibliotek ett 80-tal handskrifter, de flesta illustrerade. Från 1460-talet började den utges i träsnittstryck. Tillsammans med Speculum Humanae Salvationis utövade Biblia Pauperum ett stort inflytande på bildkonsten, både bokmåleri, monumentalmåleri och skulpturverk, bland annat användes illustrationer som förlagor för senmedeltida muralmålningar, bland annat av Albertus Pictor.